# Mirkovo (obchtina)
Mirkovo (bulgare : Мирково) est une obchtina de l'oblast de Sofia en Bulgarie.